# گورستان قدیمی شهیدآباد
گورستان قدیمی شهیدآباد مربوط به سده‌های متاخر دوران‌های تاریخی پس از اسلام است و در شهرستان بیضا، بخش بیضا، دهستان بیضا، ۱ کیلومتری جنوب غربی روستای شهید آباد، درمیان باغ‌های میوه واقع شده و این اثر در تاریخ ۱۸ شهریور ۱۳۸۷ با شمارهٔ ثبت ۲۳۳۸۷ به‌عنوان یکی از آثار ملی ایران به ثبت رسیده است.